# Joaquim Rodríguez i Oliver
Joaquim Rodríguez i Oliver (Barcelona, 12 de maig de 1979) és un ciclista català professional del 2001 al 2016. Guanyador de dues Voltes a Catalunya, dos cops la Volta a Llombardia, una Volta al País Basc i un cop la Fletxa Valona. També ha aconseguit tres cops la classificació final de l'UCI World Tour i pujar al podi del Tour de França, Giro d'Itàlia i Volta a Espanya.
Va debutar com a professional el 2001 a l'equip ONCE-Eroski. Entre els primers èxits destaca la Setmana Catalana de 2004, la general de la muntanya de la Volta a Espanya 2005 i el Campionat d'Espanya de 2007. El 27 de setembre de 2009 guanyà la medalla de bronze al Campionat del Món de ciclisme en ruta disputat a la ciutat suïssa de Mendrisio, per darrere de l'australià Cadel Evans i del rus Aleksandr Kólobnev. Amb aquesta medalla es convertia en el primer ciclista català en obtenir una medalla en aquesta competició.
El 29 de març de 2010 es proclamà vencedor de la Volta a Catalunya de 2010, sent el primer català a guanyar-la des que Josep Recio ho fes 27 anys enrere. Aquest mateix any es proclamà campió del Calendari mundial de l'UCI.
El 2013 va acabar tercer al Tour de França, convertint-se en el primer ciclista català a pujar al podi de les tres Grans Voltes. El 29 de setembre aconseguí la millor classificació d'un català al Campionat del món de ciclisme en ruta, en acabar segon, rere Rui Costa, en l'esprint final a Florència. El Purito va estar molt a prop de guanyar la cursa, ja que a manca de 300 metres mantenia un lleu avantatge sobre Costa després que ataqués en la darrera ascensió al Fiesole, a manca de 15 km, però finalment Costa va poder contactar amb ell en els darrers metres i superar-lo a l'esprint.
El 2014 va guanyar la seva segona Volta a Catalunya, i el 2015 va aconseguir la victòria final a la Volta al País Basc, a més d'un segon lloc a la Volta a Espanya i un triomf d'etapa. També va guanyar dues etapes al Tour de França.
A la fi del 2016 va anunciar la seva retirada definitiva, malgrat tenir una oferta del nou equip Bahrain-Merida. El 18 de desembre de 2022 durant el programa La Marató de TV3 dedicada a la salut cardiovascular va anunciar que la seva retirada del ciclisme fou precipitada per la detecció d'una cardiopatia.

## Palmarès
- 1999
  - Vencedor d'una etapa a la Volta a Segòvia
- 2000
  - 1r al Memorial Valenciaga
  - 1r a la Pujada a Gorla
- 2001
  - 1r de l'Escalada a Montjuïc i vencedor d'una etapa
- 2003
  - Vencedor d'una etapa a la París-Niça
  - Vencedor d'una etapa a la Volta a Espanya
- 2004
  - 1r de la Setmana Catalana
- 2005
  -  1r del Gran Premi de la Muntanya a la Volta a Espanya
  - 1r de la Pujada a Urkiola
  - 1r al Critèrium de l'Hospitalet
- 2006
  - Vencedor d'una etapa a la París-Niça
  - Vencedor d'una etapa de l'Escalada a Montjuïc
- 2007
  -  Campió d'Espanya en ruta
  - 1r del Gran Premi de Primavera
  - 1r de la Clàssica d'Ordizia
- 2008
  - Vencedor d'una etapa a la Tirrena-Adriàtica
- 2009
  - Vencedor d'una etapa a la Tirreno-Adriatico
  - Vencedor d'una etapa a la Volta a Burgos
  -  Medalla de bronze al Campionat del món de ciclisme en ruta
- 2010
  - Vencedor del Calendari mundial de l'UCI
  -  1r a la Volta a Catalunya
  - 1r al Gran Premi Miguel Indurain
  - Vencedor d'una etapa a la Volta a Espanya
  - Vencedor d'una etapa a la Volta al País Basc
  - Vencedor d'una etapa al Tour de França
- 2011
  - 1r de la Volta a Burgos i vencedor d'una etapa
  - Vencedor de 2 etapes al Critèrium del Dauphiné, 1r de la classificació per punts i del Gran Premi de la muntanya
  - Vencedor de 2 etapes a la Volta a Espanya
  - Vencedor d'una etapa a la Volta al País Basc
- 2012
  - Vencedor de l'UCI World Tour 2012
  - 1r al Volta a Llombardia[7]
  - 1r a la Fletxa Valona[8]
  - Vencedor de 3 etapes a la Volta a Espanya
  - Vencedor de 2 etapes al Giro d'Itàlia i  1r de la Classificació per punts
  - Vencedor de 2 etapes a la Volta al País Basc
  - Vencedor d'una etapa a la Tirrena-Adriàtica
- 2013
  - 1r de l'UCI World Tour
  - 1r al Volta a Llombardia
  - Vencedor d'una etapa a la Volta a Espanya
  - Vencedor d'una etapa al Tour d'Oman
  - Vencedor d'una etapa a la Tirrena-Adriàtica
  -  Medalla de plata al Campionat del món de ciclisme en ruta
- 2014
  -  1r a la Volta a Catalunya[9] i vencedor d'una etapa
- 2015
  - 1r de la Volta al País Basc i vencedor de 2 etapes
  - Vencedor de 2 etapes al Tour de França
  - Vencedor d'una etapa a la Volta a Espanya

### Resultats a la Volta a Espanya
- 2003. 26è de la classificació general. Vencedor d'una etapa
- 2004. 42è de la classificació general
- 2005. 37è de la classificació general.  1r del Gran Premi de la Muntanya
- 2006. 17è de la classificació general
- 2008. 6è de la classificació general
- 2009. 7è de la classificació general
- 2010. 4t de la classificació general. Vencedor d'una etapa. Porta el mallot vermell durant 2 etapes
- 2011. 19è de la classificació general. Vencedor de 2 etapes. Porta el mallot vermell durant 1 etapa
- 2012. 3r de la classificació general. Vencedor de 3 etapes. Porta el mallot vermell durant 9 etapes
- 2013. 4t de la classificació general. Vencedor d'una etapa
- 2014. 4t de la classificació general
- 2015. 2n de la classificació general.  1r de la Classificació de la combinada. Vencedor d'una etapa. Porta el mallot vermell durant 9 etapes

### Resultats al Giro d'Itàlia
- 2001. 80è de la classificació general
- 2005. 80è de la classificació general
- 2008. 17è de la classificació general
- 2009. Abandona (11a etapa)
- 2011. 5è de la classificació general
- 2012. 2n de la classificació general. Vencedor de 2 etapes.  1r de la Classificació per punts. Porta el mallot rosa durant 10 etapes
- 2014. No surt (7a etapa)

### Resultats al Tour de França
- 2010. 8è de la classificació general. Vencedor de la 12a etapa
- 2013. 3r de la classificació general.[10]
- 2014. 54è de la classificació general
- 2015. 29è de la classificació general. Vencedor de la 3a i 12a etapa
- 2016. 7è de la classificació general